# Wolfgang Brendel
Wolfgang Brendel (Múnic, 20 d'octubre de 1947) és un baríton alemany.
Brendel va créixer a Wiesbaden, on va prendre lliçons de cant de Rolff Sartorius. L'any 1971 va debutar al Pfalztheater de Kaiserslautern com Guglielmo de Così fan tutte de Mozart. Posteriorment va romandre 15 anys en la companyia d'òpera Bayerische Staatsoper de Múnic, on va arribar a ser el més jove Kammersänger, l'any 1977. El seu repertori inclou els principals papers operístics per a baríton, havent destacat també en l'opereta.
Brendel actua regularment en els principals teatres d'òpera del món i és professor de la Hochschule für Musik und Theater de Múnic. L'any 1997 li va ser concedida la Bundesverdienstkreuz (L'Orde del Mèrit de la República Federal d'Alemanya).